# Cobbs Cross
Cobbs Cross ist ein kleiner Ort in der Parish of Saint Paul auf der Karibikinsel Antigua, im Staat Antigua und Barbuda.

## Lage und Landschaft
Cobbs Cross liegt nördlich von English Harbour, direkt an der Falmouth Bay im Zentrum der antiguanischen Südküste. Landeinwärts erhebt sich der Monks Hill.
Der Ort hat um die 300 Einwohner.
| Table Hill Gardens |                                             | Christian Hill |
| Falmouth           | Kompassrose, die auf Nachbargemeinden zeigt |                |
|                    | English Harbour                             | Marsh Village  |

## Geschichte  und Sehenswürdigkeiten
Der Ort liegt an der wichtigen zentralen Verbindungsroute der Hauptstadt St. John’s zum English Harbour, dem Stützpunkt der Royal Navy; hier zweigt die Straße Richtung Willoughby Bay ab.
1689 wurde auf dem Monks Hill Fort George erbaut, eine mächtige Festung, die die Falmouth Bay beschützte. Die Ruinen von Fort George sind zu Fuß erreichbar.
Der Ort hat eine Klinik und eine Volksschule,
Cobbs Cross liegt schon im Nelson’s Dockyard National Park, Antiguas größtem Nationalpark.